# Хименко Григорій Микитович
Григорій Микитович Хименко — український журналіст та дипломат. Український комісар на Закавказзі (1917).

## Біографія
17 грудня 1916 року закінчив Душецьку школу підготовки прапорщиків піхоти Закавказького військового округу. Для продовження служби направлений у 47-й піхотний Український полк, 12-та піхотна дивізія. У 1917 році дивізія була українізована. У 1918 році дивізія залишена в складі Української армії, ставши основою для формування 3-й піхотної дивізії УНР.
У 1917 році — був редактором газети «Вісті української громади м. Трабзона», яка видавалася Українською громадою у Трабзоні.
У 1917—1918 рр. — представляв українські інтереси в Тифлісі як український комісар на Закавказзі.
22 травня 1918 року — уповноважив голову Ради єреванського товариства «Просвіта» Володимира Гірченка, представляти українські інтереси в Єревані..
26 травня 1921 року свідчив у справі проти Української партії соціалістів-революціонерів. Саме про нього у своєму щоденнику 16 квітня 1924 року згадав Сергій Єфремов:
|  | «На процесі Голубовича те ж саме говорив Хименко, хоч коли я запитав його, з яким лицем розказував на суді небилиці, він зрікся: «Не казав». А на питання, чому ж стоїть у стенографічному звідомленні, одмовив: «То вони самі вигадали». Хименко виявив був навіть охоту написати мені свого роду розписку, що він того не казав. Я розписки з нього не взяв, а була б це оригінальна посвідка — чи про свідка, що говорив явну неправду, чи про стенографічне звідомлення, що подавало те, чого не говорилось» |

.
З 1926 року редактор газети «Коммунист» органу ЦК і Київського обкому КП(б)У в 1926—1943 у Києві.